# Đá biến chất
Đá biến chất được hình thành từ sự biến tính của đá mácma, đá trầm tích, thậm chí cả từ đá biến chất có trước, do sự tác động của nhiệt độ, áp suất cao (nhiệt độ lớn hơn 150 đến 200 °C và áp suất khoảng trên 1500 bar)　và các chất có hoạt tính hoá học, gọi là quá trình biến chất.
Các chất có hoạt tính hoá học thường gặp nhất là nước và axit cacbonic thường xuyên có trong tất cả các loại đất, đá. Tính chất của đá biến chất do tình trạng biến chất và thành phần của đá trước khi bị biến chất. Dưới sự tác động của các tác nhân biến chất, các thành phần của đá có thể tái kết tinh ở trạng thái rắn và sắp xếp lại. Tác dụng biến chất không những có thể cải biến cấu trúc của đá mà còn làm thay đổi thành phần khoáng vật của nó.
Trong quá trình biến chất do tác động của áp lực và sự tập hợp nhiều loại kết tinh nên đá biến chất thường rắn chắc hơn đá trầm tích; nhưng đá biến chất từ đá mácma thì do cấu tạo dạng phiến mà tính chất cơ học của nó kém đá mácma.
Các đá biến chất chiếm phần lớn trong lớp vỏ của Trái Đất và được phân loại dựa trên cấu tạo, và thành phần hóa học và khoáng vật hay còn gọi là tướng biến chất. Chúng có thể được tạo ra dưới sâu trong lòng đất bởi nhiệt độ và áp suất cao hoặc được tạo ra từ các quá trình kiến tạo mảng như va chạm giữa các lục địa, và cũng được tạo ra khi khối mác ma có nhiệt độ cao xâm nhập lên lớp vỏ của Trái Đất làm các đá có trước bị biến đổi.

## Khoáng vật trong đá biến chất
Các khoáng vật tạo đá biến chất chủ yếu là những khoáng vật nằm trong đá mácma, đá trầm tích và cũng có thể là các khoáng vật đặc biệt chỉ có ở trong các loại đá biến chất dưới sâu như sillimanit, kyanit, staurolit, andalusit, và granat
Các khoáng vật khác cũng được tìm thấy như olivin, pyroxen, amphibol, mica, fenspat, và thạch anh nhưng không nhất thiết là kết quả của quá trình biến chất. Các khoáng vật này bền vững ở điều kiện nhiệt độ và áp suất cao nên chúng ít bị biến đổi hóa học trong quá trình biến chất. Tuy nhiên, các khoáng vật trên chỉ không bị biến đổi trong một giới hạn nhất định, sự có mặt của một số koáng vật trong đá biến chất phản ánh nhiệt độ và áp suất hình thành chúng.
Sự thay đổi kích thước hạt của đá trong quá trình biến chất được gọi là quá trình tái kết tinh. Ví dụ, các tinh thể canxít trong đá vôi kết tinh thành các hạt lớn hơn trong đá hoa, hay sa thạch bị biến chất sự kết tinh của các hạt thạch anh ban đầu tạo thành đá quartzit rất chặt thường gồm các tinh thể thạch anh lớn hơn đan xen vào nhau. Cả hai yếu tố là nhiệt độ và áp suất cao đều tạo ra sự tái kết tinh. Nhiệt độ cao cho phép các nguyên tử và ion di chuyển và làm sắp xếp lại các tinh thể, còn áp suất làm cho các tinh thể hòa tan tại các vị trí chúng tiếp xúc nhau.
Phần lớn đá biến chất (trừ đá hoa và đá quartzit) là quá nửa khoáng vật của nó có cấu tạo dạng phiến gồm các lớp song song nhau, dễ tách thành những phiến mỏng.

## Cấu tạo đá biến chất

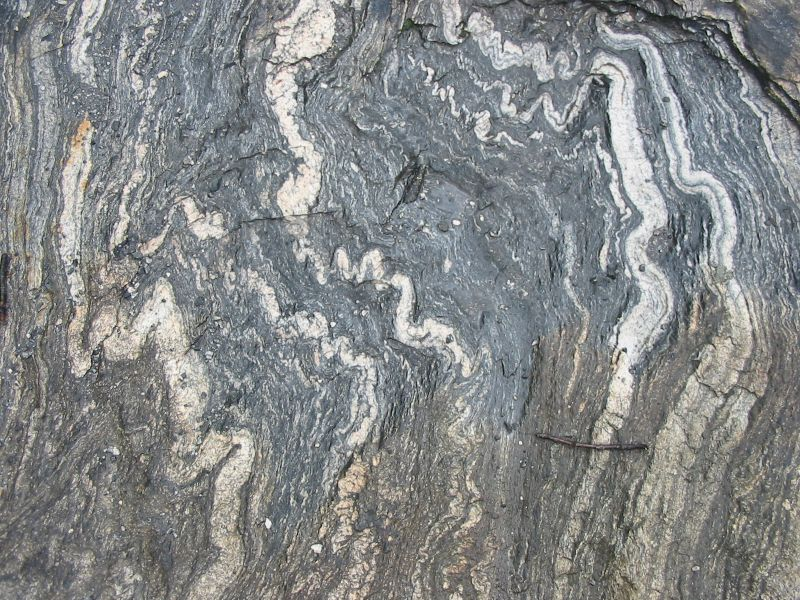
Cấu tạo phân lớp bị uốn nếp trong đá biến chất gần Geirangerfjord, Na Uy

Sự hình thành các lớp nằm trong các đá biến chất được gọi là sự phân lớp. Các lớp này được hình thành do lực nén ép theo một trục trong quá trình tái kết tinh, và đồng thời tạo ra các khoáng vật kết tinh dạng tấm như mica, clorit có mặt phẳng vuông góc với lực tác dụng.
Cấu tạo của đá biến chất được chia thành hai loại là cấu tạo phân lớp và cấu tạo không phân lớp. 
- Đá có cấu tạo phân lớp là sản phẩm của sự biến dạng đá có trước theo một mặt phẳng, đôi khi tạo ra các mặt cát khai của khoáng vật: ví dụ slat là đá biến chất có cấu tạo phân lớp từ đá phiến sét.
- Đá có cấu tạo không phân lớp không có hoa văn (dải) theo từng lớp và được hình thành do ứng suất tác dụng từ nhiều phía hoặc không có các khoáng vật phát triển đặc biệt như phyllit có hạt thô, đá phiến có hạt thô hơn, gơnai hạt rất thô, và đá hoa.

## Một vài loại đá biến chất
- Đá gơnai(gneiss) hay đá phiến ma: đá gơnai là do đá granit (đá hoa cương)tái kết tinh và biến chất dưới tác dụng của áp lực cao thuộc loại biến chất khu vực, tinh thể hạt thô, cấu tạo dạng lớp hay phân lớp - trong đó những khoáng vật như thạch anh màu nhạt, fenspat và các khoáng vật màu sẫm, mica xếp lớp xen kẽ nhau trông rất đẹp. Do cấu tạo dạng lớp nên cường độ theo các phương khác cũng khác nhau, dễ bị phong hoá và tách lớp. Đá gơnai dùng chủ yếu để làm tấm ốp lòng bờ kênh, lát vỉa hè.
- Đá hoa: là loại đá biến chất tiếp xúc hoặc biến chất khu vực, do tái kết tinh từ đá vôi và đá đôlômit dưới tác dụng của nhiệt độ và áp suất cao. Đá hoa bao gồm những tinh thể lớn hay nhỏ của canxit, thỉnh thoảng có xen các hạt đôlômit liên kết với nhau rất chặt. Đá hoa có nhiều màu sắc như trắng, vàng, hồng, đỏ, đen... xen lẫn những mảnh nhỏ và vân hoa. Cường độ chịu nén 1.200 kg/cm², đôi khi đến 3.000 kg/cm², dễ gia công cơ học, dễ mài nhắn và đánh bóng. Đá hoa được dùng làm đá tấm ốp trang trí mặt chính, làm bậc cầu thang, lát sàn nhà, làm cốt liệu cho bê tông, granito.
- Đá quartzit (quăczit) là sa thạch hoặc đá thạch anh tái kết tinh tạo thành. Đá màu trắng đỏ hay tím, chịu phong hoá tốt, cường độ chịu nén khá cao (4.000 kg/cm²), độ cứng lớn. Quartzit được sử dụng để xây trụ cầu, chế tạo tấm ốp, làm đá dăm, đá hộc cho cầu đường, làm nguyên liệu sản xuất vật liệu chịu lửa.
- Đá bản: có cấu tạo dạng phiến, tạo thành từ sự biến chất của đá trầm tích kiểu đá phiến sét dưới áp lực cao. Đá màu xám sẫm, ổn định đối với không khí, không bị nước phá hoại và dễ tách thành lớp mỏng. Đá phiến sét dùng làm vật liệu lợp rất đẹp.

## Các kết cấu đá biến chất
Năm kết cấu đá biến chất cơ sở với các kiểu đá điển hình là:
- Dạng đá bản (bản nham): Đá bản và phyllit; sự phân lớp gọi là 'cát khai đá bản'
- Dạng đá phiến (diệp thạch, phiến nham): đá phiến; sự phân lớp gọi là 'cát khai đá phiến'
- Dạng gơnai (đá phiến ma, phiến ma nham): Gơnai; sự phân lớp gọi là 'cát khai gơnai'
- Dạng granoblastic: Granulit, một vài dạng cẩm thạch (đá hoa) và quartzit
- Dạng đá sừng: Đá sừng và skarn